# Karl Mörke
Karl Nikolaus Peter Mörke (* 2. März 1889 in Niederzerf; † 15. Dezember 1946 in Köln) war ein deutscher Gewichtheber. Er war Weltmeister 1920 im Schwergewicht. Nach 1920 wurde er Berufsathlet.

## Leben
Karl Mörke wuchs in Köln als Sohn kraftsportbegeisterter Eltern auf. Er begann deshalb mit seinen Brüdern schon in frühester Kindheit mit Hantelübungen, wobei zunächst alle möglichen Gegenstände als Hanteln herhalten mussten, weil sich die Familie keine echten Hanteln leisten konnte. Mit 14 Jahren begann Karl Mörke eine Ausbildung in einem Eisenbahn-Betriebswerk. Auch dort hatte er ständig mit schweren Gegenständen zu tun. Mit 16 Jahren gründete er mit einem Bruder und Nachbarsjungen einen Gewichtheberverein, in dem er dann fast täglich trainierte. Ab 1909 gewann er im Rheinland schon mehrere Wettkämpfe im Gewichtheben und 1910 wurde er Meister des Rheinlandes und von Westfalen. Während des Ersten Weltkrieges diente Karl Mörke in einer Eisenbahner-Kompanie und überstand den Krieg unverletzt.
Danach startete er bis 1920 wieder bei internationalen und nationalen Gewichtheber-Wettkämpfen. 1920 wurde Karl Mörke Berufssportler und ging in die Vereinigten Staaten, wo er in New Haven ansässig wurde. Anfang der 1930er Jahre kehrte er nach Deutschland zurück und trat mit einem eigenen kleinen Zirkus in vielen europäischen Staaten als Kraftakrobat auf. Ende der 1930er Jahre gab er seinen Zirkus auf und arbeitete wieder bei der Reichsbahn. Im Jahre 1945 wurde er bei einem der alliierten Bombenangriffe auf Köln schwer verletzt. An den Folgen dieser Verletzungen starb Karl Mörke schon im darauffolgenden Jahr.

## Laufbahn als Gewichtheber (Amateur)
Im Jahre 1912 lieferte der 23-jährige Karl Mörke seinem fünf Jahre älteren Kölner Landsmann Heinrich Schneidereit, der damals schon ein überaus erfolgreicher Gewichtheber war, bei den Meisterschaften des Rheinlandes einen harten Kampf, den zwar Schneidereit knapp gewann, in dem Karl Mörke aber schon andeutete, was für ein enormes Talent er war. In diesem Wettkampf schaffte Karl Mörke u. a. im einarmigen Stoßen 100 kg und im beidarmigen Stoßen mit unfreiem Umsetzen 150 kg.
Bei der deutschen Meisterschaft des Jahres 1912 in Frankfurt am Main belegte er dann im Schwergewicht hinter Heinrich Rondi aus Düsseldorf, 547,5 kg und Heinrich Schneidereit, 542,5 kg, mit 450 kg im Fünfkampf den 3. Platz.
Bei der deutschen Meisterschaft 1913 in Kassel steigerte Karl Mörke seine Leistungen enorm. Er erzielte im Fünfkampf 550 kg und unterlag dem Sieger Paul Trappen aus Trier nur um 2,5 kg. Den dritten Platz belegte Hermann Görner aus Leipzig mit 520 kg.
Im Jahre 1919 wurde Karl Mörke in München erstmals deutscher Meister im Schwergewicht. Er erzielte dabei im Fünfkampf 540 kg, womit er vor Hermann Görner, 510 kg und Josef Straßberger aus München, 502,5 kg, siegte. Diesen Titel gewann er auch im Jahre 1920 in Stuttgart. Bei diesen deutschen Meisterschaften erzielte er im Fünfkampf mit 557,5 kg eine neue deutsche Bestleistung. Er verwies damit Heinrich Steinborn aus Düsseldorf, 535 kg und Edmund Nummer aus Hamburg, 447,5 kg, auf die Plätze zwei und drei.
Den größten sportlichen Erfolg in seiner Laufbahn erzielte Karl Mörke bei der Weltmeisterschaft 1920 in Wien. Er siegte dort in einem Vierkampf im Schwergewicht mit 456,7 kg und lag damit klar vor den Österreichern Franz Aigner und Alscher. Die Einzelleistungen von Karl Mörke waren dabei 75 kg im einarmigen Reißen, 100 kg im einarmigen Stoßen, 110 kg im beidarmigen Drücken und 171,7 kg im beidarmigen Stoßen (unfrei umgesetzt).
Bei den im Jahre 1920 stattfindenden Olympischen Spielen in Antwerpen konnte Karl Mörke nicht an den Start gehen, weil die deutschen Sportler von diesen Spielen ausgeschlossen waren. Mit seinen Leistungen, die er zu dieser Zeit brachte, lag er weit vor dem Italiener Felipe Bottino, der 1920 Olympiasieger wurde und dabei in einem Dreikampf 270 kg (einarmiges Reißen 70 kg, einarmiges Stoßen 85 kg und beidarmiges Stoßen mit freiem Umsetzen 115 kg) erzielte.
Die besten Leistungen von Karl Mörke in seiner Amateurzeit waren: 85 kg einarmiges Reißen, 112,5 kg einarmiges Stoßen, 110 kg beidarmiges Reißen, 137,5 kg beidarmiges Drücken und 171,7 kg beidarmiges Stoßen mit unfreiem Umsetzen.

## Karl Mörke als Berufssportler
Ende 1920 entschloss sich Karl Mörke, enttäuscht vom Ausschluss der deutschen Sportler bei den Olympischen Spielen, Berufssportler zu werden. Er ging dazu in die Vereinigten Staaten und wurde in New Haven ansässig. In Amerika zeigte er seine enormen Kraftübungen in Varietes, Zirkussen und bei Sportvereinen. Sein größter Rivale war dabei Heinrich „Milo“ Steinborn aus Düsseldorf, der ebenfalls in die Vereinigten Staaten gegangen und dort Berufssportler geworden war.
In New Haven zeigte er Ende 1920 folgende Leistungen: bei 19 Auftritten an einem Tag drückte er bei jedem Auftritt eine 112,5 kg schwere Hantel zehnmal und machte Kniebeugen mit 225 kg. Seine Höchstleistung im beidarmigen Stoßen mit unfreiem Umsetzen steigerte er auf 175 kg, nicht bestätigt soll er sogar 182,5 kg gestoßen haben.
Karl Mörke war, wohl auf Grund seiner körperlichen Voraussetzungen, nur 1,59 m groß und wog als Berufssportler ca. 110 kg, Spezialist bei Kniebeugen. Er lieferte sich in dieser Übung harte Kämpfe mit Milo Steinborn und steigerte seine Leistung dabei auf 292,5 kg.
Die Oberschenkel Karl Mörkes sollen 86 cm Umfang gehabt haben, seine Oberarme 46 cm.
Nach seinem Tod erging es Karl Mörke wie Hermann Görner. Während er in Deutschland weitgehend vergessen ist, gilt er in den Vereinigten Staaten als einer der Pioniere des Powerliftings.